# George Giles
George Robert Bayne Giles (* 31. Dezember 1913 in Whanganui; † 11. Juli 1973 ebenda) war ein neuseeländischer Radrennfahrer und nationaler Meister im Radsport.

## Sportliche Laufbahn
Giles war im Straßenradsport und im Bahnradsport aktiv. Er war Teilnehmer der Olympischen Sommerspiele 1936 in Berlin. In dem von Robert Charpentier gewonnenen olympischen Straßenrennen kam er nicht ins Ziel. Er war der einzige Vertreter seines Landes im Radsport. Auf der Bahn startete er im Sprint und im 1000-Meter-Zeitfahren. Im Sprint gewann er seinen Vorlauf gegen Imre Győrffy. In der 2. Runde schied er gegen Benedetto Pola aus. Im 1000-Meter-Zeitfahren wurde er 8. des Wettbewerbs.
Bei den Commonwealth Games 1938 in Sydney gewann Giles die Bronzemedaille im Zeitfahren, im Punktefahren wurde er 9. Von 1936 bis 1938 gewann er mehrere nationale Titel im Bahnradsport. Er wurde Titelträger im Sprint, dreimal im Zeitfahren und einmal über 10-Meilen.